# 의정부청룡초등학교
의정부청룡초등학교는 대한민국 경기도 의정부시에 있는 공립 초등학교이다.

## 학교 연혁
- 1998년 1월 15일 장암지구 청룡초등학교 설립인가
- 1998년 9월 1일 의정부청룡초등학교 개교(발곡초등학교 3층)
- 1998년 9월 1일 초대 민동일 교장 부임
- 1998년 9월 26일 청룡초등학교 상징물 제정 (소나무, 비둘기, 장미)
- 1998년 10월 2일 의정부청룡초등학교 완공 이전
- 1999년 2월 13일 제1회 졸업식(34명)
- 1999년 3월 1일 의정부청룡초등학교 병설 유치원 개원

- 2017년 2월 10일 제19회 졸업식(132명)

- 2018년 3월 1일 김성수 교장 부임
- 2020년 5월 30일 급식실 및 체육관 완공
- 2022년 9월 1일 정연영 교장 부임

## 학교 정보
교훈은 '날로 새로워라! 날로 아름다워라!'이며, 교화는 장미, 교목은 소나무, 교조는 비둘기로 자율적이고 창의적인 인재 육성을 교육목표로 한다.